# Montiglio Monferrato
Montiglio Monferrato ist eine Gemeinde in der italienischen Provinz Asti (AT), Region Piemont.

## Lage und Einwohner
Montiglio Monferrato liegt 25 km nordwestlich von der der Provinzhauptstadt Asti entfernt. Das Gemeindegebiet umfasst eine Fläche von 26 km² und hat 1486 Einwohner (Stand 31. Dezember 2023). Die Nachbargemeinden sind Cocconato, Cunico, Murisengo, Piovà Massaia, Robella, Montechiaro d’Asti, Tonco, Villa San Secondo und Villadeati.

## Kulinarische Spezialitäten
In Montiglio Monferrato werden Reben der Sorte Barbera für den Barbera d’Asti, einen Rotwein mit DOCG Status, sowie für den Barbera del Monferrato angebaut.

## Sehenswürdigkeiten
Über dem Dorf erhebt sich anstelle eines älteren Vorgängerbaus das Castello Borsarelli aus dem 15. Jahrhundert, das heute zum Wohnhaus umgebaut ist. 

Außerhalb des Ortes steht die außen und innen reich dekorierte Kirche San Lorenzo aus dem 12. Jahrhundert.

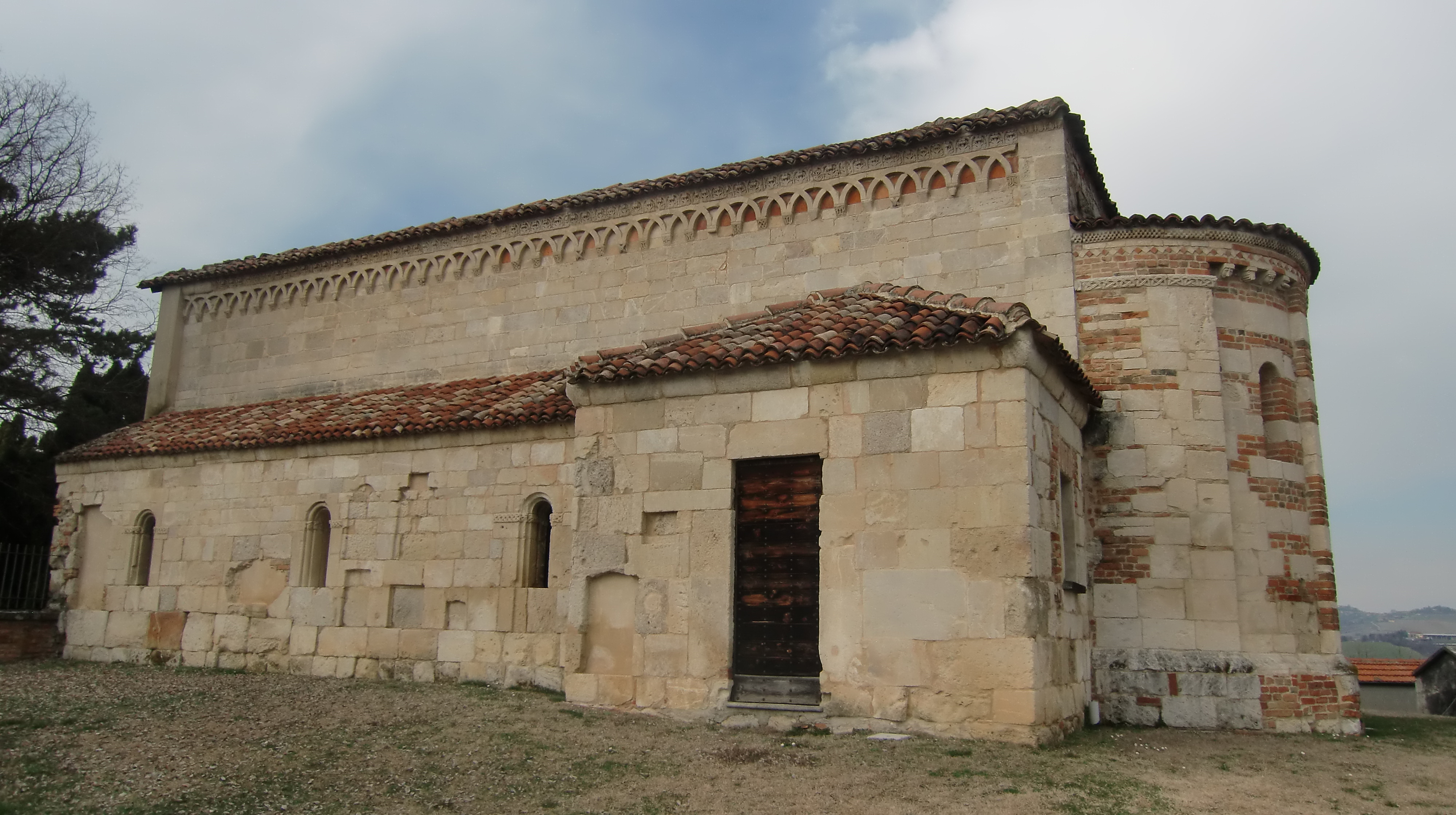
Pieve San Lorenzo
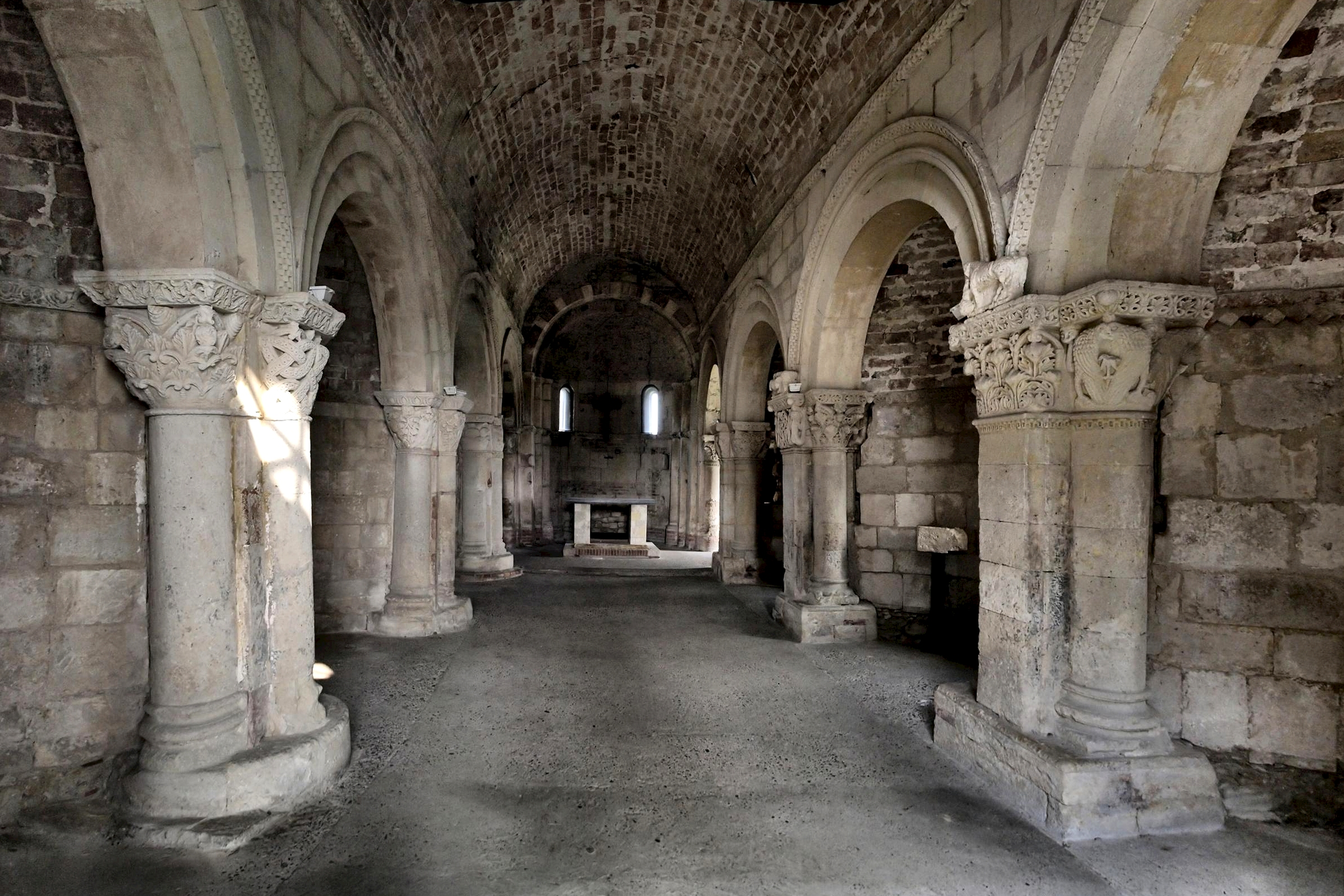
Kircheninneres
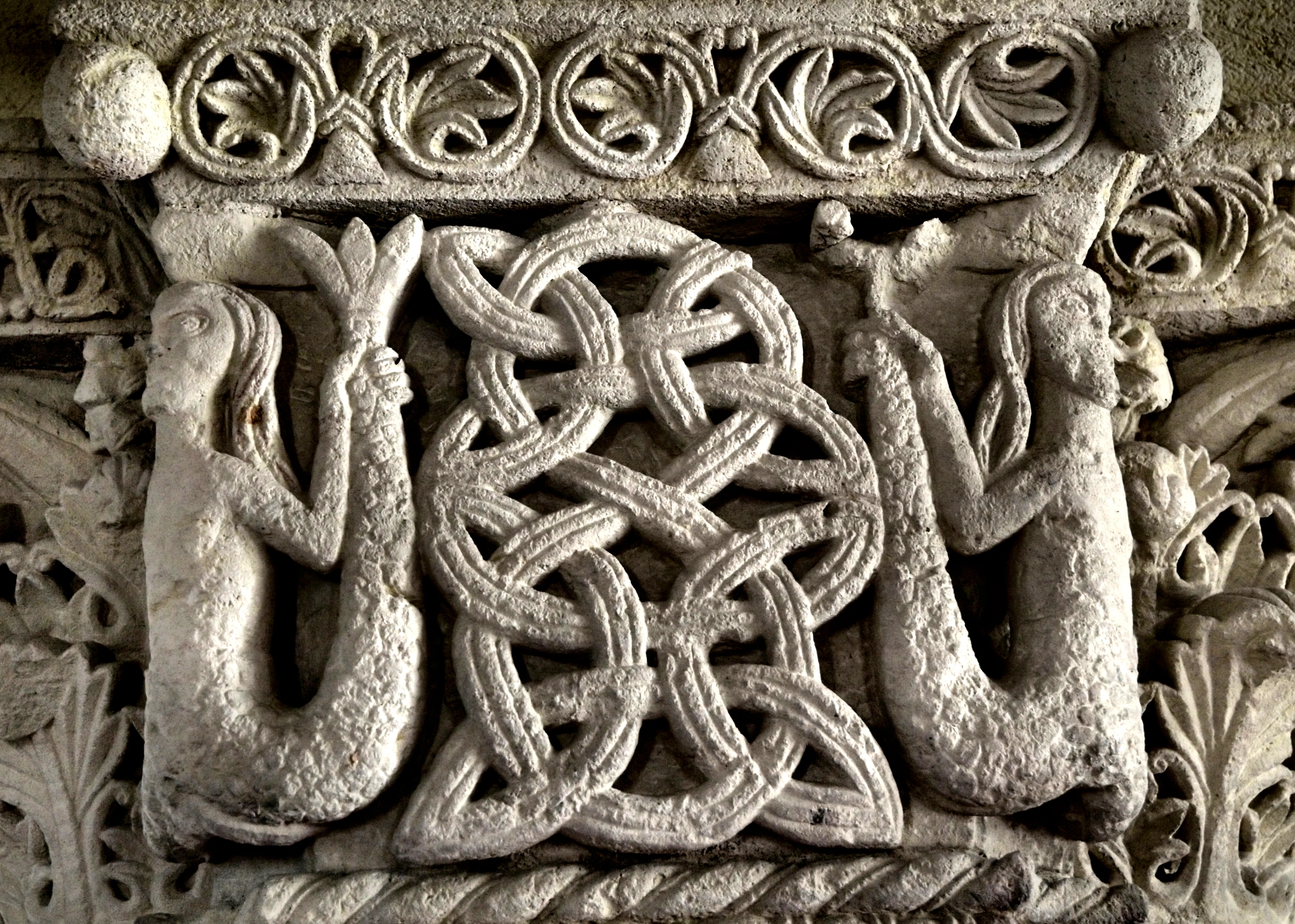
Detail
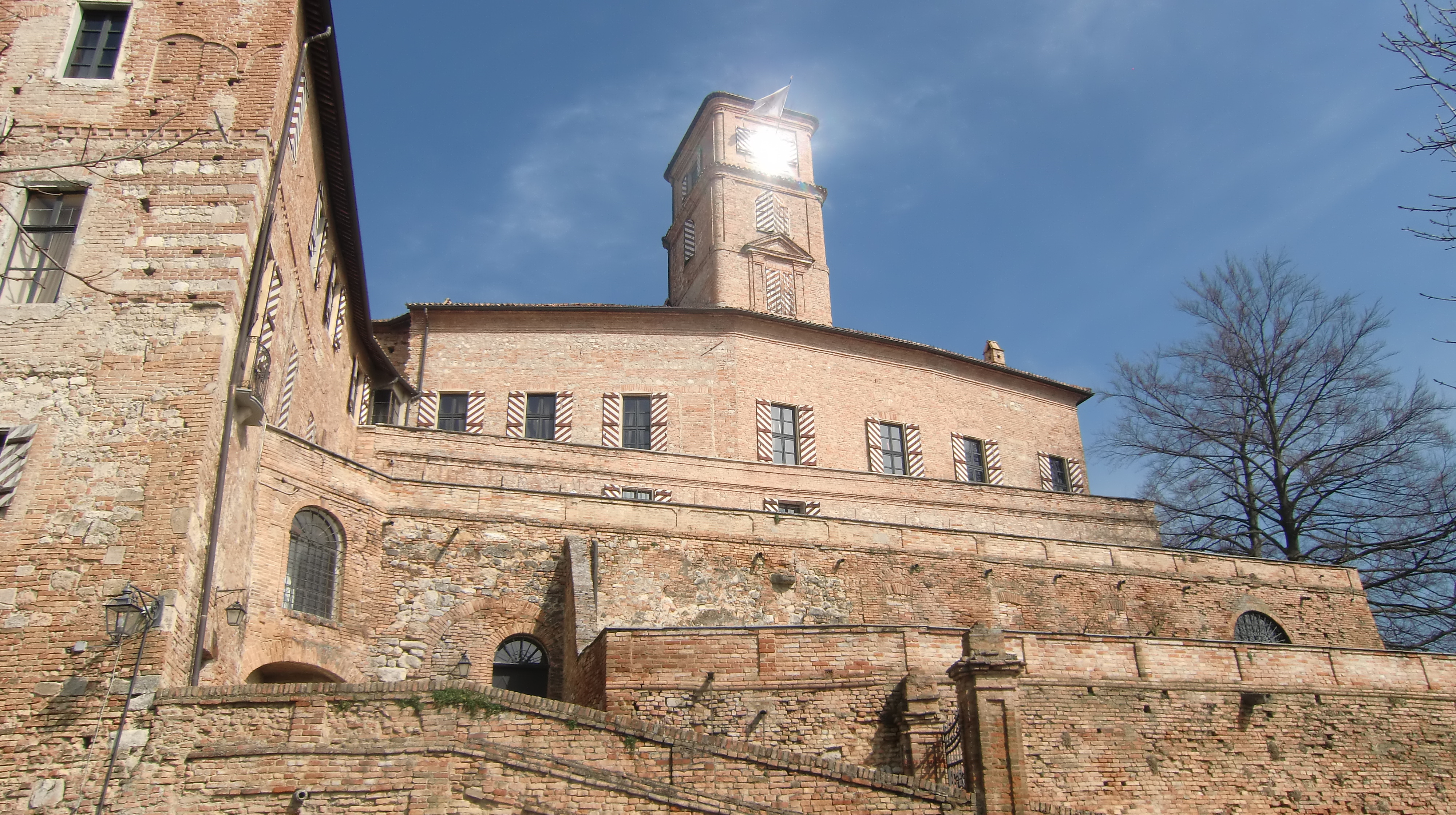
Kastell von Montiglio Monferrato